# 장진영의 해피드림
장진영의 해피드림은 대한민국의 방송국인 TBC의 라디오 채널 TBC Dream FM(대구, 경주, 구미 99.3MHz, 포항, 영덕, 울진 99.7MHz, 안동, 영주 등 경북 북부 106.5MHz, 성서, 지산, 범물 일부 지역 106.5MHz)에서 매일 밤 11시부터 밤 12시까지 방송되는 음악, 교육정보 전문 라디오 프로그램이다.

## 방송되는 코너

### 매일 코너
- 월요일 : 고수의 공부법 (공부의 고수가 알려주는 손에 잡히는 공부법)
- 화요일 : 재즈타임 (재즈 선율과 함께하는 분위기 있고 달달한 시간)
- 수요일 : 레트로 팝 (추억이 방울방울, 그 때 그 시절로 돌아가는 추억의 팝)
- 목요일 : 명작 속 비하인드 (음악과 함께 하는 명작그림 속 비하인드 스토리)
- 금요일 : 입시코칭 나만 따라와 (입시 전문가와 함께 하는 필승 입시 전략)
- 토요일 : 역사 속 X파일 (세계 역사에 얽힌 흥미로운 이야기)
- 일요일 : 좋은 글과 함께 (좋은 글, 편안한 음악으로 한 주를 마무리하는 시간)

## 진행자
- 장진영 아나운서

## 같이 보기
- TBC Dream FM
- 딘딘의 뮤직하이